# خلل أنظمة بنك جزر الفلبين 2017
خلل أنظمة بنك جزر الفلبين في 7 يونيو 2017، علَّق بنك جزر الفلبين (بالإنجليزية: Bank of the Philippine Islands) معاملاته عبر الإنترنت وخدمات الصراف الآلي وسط تقارير عن أموال فقدها أصحابها من حساباتهم المصرفية. هناك تكهنات بأن بنك جزر الفلبين تم اختراقه من قبل قراصنة، ولكن البنك قال أن المشكلة ناجمة عن خطأ داخلي في معالجة البيانات، وصرح أن نطاق المشكلة فقط حدث داخل البلاد ولم تتأثر المعاملات المالية خارج الفلبين، ويضيف البنك أن جزءًا صغيرًا فقط من زبائنها تضرروا وأن معظمهم يسكن في مانيلا الكبرى.
أفيد أن قيمة بعض المعاملات التي تمت من تاريخ 27 أبريل إلى 3 مايو 2017 قد تضاعفت. أصدر البنك بيانًا قال فيه أنهم سيحلون القضية وأكدوا أن عملائهم لن يفقدوا أي أموال من حساباتهم.
لم تتأثر أسهم بنك جزر الفلبين في البورصة الفلبينية ردصا على حادثة خلل الأنظمة، ويرى لويس ليمنغلان رئيس قسم الأبحاث والمبيعات في شركة ريجينا كابيتال ديفيلوبمنت كوربوراتيون، أن معظم المستثمرين كانوا قد شاهدوا الحدث كحدث حصل لمرة واحدة فقط يمكن حله. وفقًا لملينغان فإن المشكلة الحقيقية ستكون في كيفية تعامل بنك جزر الفلبين مع العملاء الساخطين.
أعلن البنك في بيان أنهم حلوا المسألة في الساعة التاسعة صباحًا من يوم 8 يونيو 2017. قال البنك المركزي الفلبيني أنه بدأ تحقيقًا مصرفيًا وتقنيًا في الحادثة.